# John T. Andrews
Pour les articles homonymes, voir John Andrews (homonymie) et Andrews.
John Thomas Andrews (né le 8 novembre 1937) est un géologue anglo-américain et professeur émérite de sciences géologiques, atmosphériques et océaniques à l'Institut de recherche arctique et alpine (INSTAAR) de l'Université du Colorado à Boulder, à Boulder, Colorado, États-Unis.

## Biographie
Andrews obtient son BA en géosciences en 1959 de l'Université de Nottingham en Angleterre, une maîtrise en géologie de l'Université McGill à Montréal, Québec, Canada, en 1961, un doctorat de Nottingham en 1965, et un DSc de là en 1978.
En 1973, il remporte le prix Kirk Bryan de la division de géologie et de géomorphologie du Quaternaire de la Geological Society of America. Andrew est nommé membre de l'Union américaine de géophysique en 2006. En 2011, Andrews est élu membre de l'Association américaine pour l'avancement des sciences. Il est le lauréat de la médaille Penrose 2016 de la Société américaine de géologie pour sa contribution à l'avancement de la compréhension de la façon dont les effondrements partiels de l'inlandsis laurentidien se reflètent dans les événements de Heinrich et contribuent au Changement climatique brutal au cours du Quaternaire, son domaine d'expertise.